# 15. ceremonia wręczenia Oscarów
15. ceremonia rozdania Oscarów odbyła się 4 marca 1943 roku w Hotelu Ambassador w Los Angeles.

## Laureaci i nominowani
Dla wyróżnienia zwycięzców poszczególnych kategorii, napisano ich pogrubioną czcionką oraz umieszczono na przedzie (tj. poza kolejnością nominacji na oficjalnych listach).

### Najlepszy Film
- wytwórnia: Metro-Goldwyn-Mayer – Pani Miniver
- wytwórnia: Ortus, Columbia Pictures – Forty-Ninth Parallel
- wytwórnia: Warner Bros. – Kings Row
- wytwórnia: Mercury, RKO Radio Pictures – Wspaniałość Ambersonów
- wytwórnia: 20th Century Fox – The Pied Piper
- wytwórnia: Goldwyn, RKO Radio Pictures – Duma Jankesów
- wytwórnia: Metro-Goldwyn-Mayer – Zagubione dni
- wytwórnia: Columbia Pictures – Głosy miasta
- wytwórnia: Paramount Pictures – Wake Island
- wytwórnia: Warner Bros. – Yankee Doodle Dandy

### Najlepszy Aktor
- James Cagney – Yankee Doodle Dandy
- Ronald Colman – Zagubione dni
- Gary Cooper – Duma Jankesów
- Walter Pidgeon – Pani Miniver
- Monty Woolley – The Pied Piper

### Najlepsza Aktorka
- Greer Garson – Pani Miniver
- Bette Davis – Trzy kamelie
- Katharine Hepburn – Kobieta roku
- Rosalind Russell – Moja siostra Eileen
- Teresa Wright – Duma Jankesów

### Najlepszy Aktor Drugoplanowy
- Van Heflin – Johnny Eager
- William Bendix – Wake Island
- Walter Huston – Yankee Doodle Dandy
- Frank Morgan – Tortilla Flat
- Henry Travers – Pani Miniver

### Najlepsza Aktorka Drugoplanowa
- Teresa Wright – Pani Miniver
- Gladys Cooper – Trzy kamelie
- Agnes Moorehead – Wspaniałość Ambersonów
- Susan Peters – Zagubione dni
- May Whitty – Pani Miniver

### Najlepszy Reżyser
- William Wyler – Pani Miniver
- Sam Wood – Kings Row
- Mervyn LeRoy – Zagubione dni
- John Farrow – Wake Island
- Michael Curtiz – Yankee Doodle Dandy

### Najlepszy Scenariusz Oryginalny
- Michael Kanin i Ring Lardner Jr. – Kobieta roku
- Michael Powell i Emeric Pressburger – Jeden z naszych samolotów zaginął
- Frank Butler i Don Hartman – Droga do Maroka
- W.R. Burnett i Frank Butler – Wake Island
- George Oppenheimer – The War Against Mrs. Hadley

### Najlepsze materiały do scenariusza
- Emeric Pressburger – Forty-Ninth Parallel
- Irving Berlin – Gospoda świąteczna
- Paul Gallico – Duma Jankesów
- Sidney Harmon – Głosy miasta
- Robert Buckner – Yankee Doodle Dandy

### Najlepszy Scenariusz Adaptowany
- Arthur Wimperis, George Froeschel, James Hilton i Claudine West – Pani Miniver
- Rodney Ackland i Emeric Pressburger – Forty-Ninth Parallel
- Jo Swerling i Herman J. Mankiewicz – Duma Jankesów
- Claudine West, George Froeschel i Arthur Wimperis – Zagubione dni
- Irwin Shaw i Sidney Buchman – Głosy miasta

### Najlepsze Zdjęcia

#### Film czarno-biały
- Joseph Ruttenberg – Pani Miniver
- James Wong Howe – Kings Row
- Stanley Cortez – Wspaniałość Ambersonów
- Charles Clarke – Nocny przypływ
- Edward Cronjager – The Pied Piper
- Rudolph Maté – Duma Jankesów
- John Mescall – Take a Letter, Darling
- Ted Tetzlaff – Głosy miasta
- Leon Shamroy – Ten Gentlemen from West Point
- Arthur C. Miller – This Above All

#### Film barwny
- Leon Shamroy – Czarny łabędź
- Milton R. Krasner, William V. Skall i W. Howard Greene – Arabskie noce
- Sol Polito – Captains of the Clouds
- W. Howard Greene – Księga dżungli
- Victor Milner i William V. Skall – Zdradzieckie skały
- Edward Cronjager i William V. Skall – To the Shores of Tripoli

### Najlepsza Scenografia i Dekoracja Wnętrz

#### Film czarno-biały
- Richard Day, Joseph Wright i Thomas Little – This Above All
- Max Parker, Mark-Lee Kirk i Casey Roberts – George Washington spał tutaj
- Albert S. D’Agostino i Darrell Silvera i Al Fields – Wspaniałość Ambersonów
- Perry Ferguson i Howard Bristol – Duma Jankesów
- Cedric Gibbons, Randall Duell, Edwin B. Willis i Jack D. Moore – Zagubione dni
- Boris Leven – Kasyno w Szanghaju
- Ralph Berger i Emile Kuri – Silver Queen
- Jack Otterson, John B. Goodman, Russell A. Gausman i Edward R. Robinson – Zdobywcy
- Hans Dreier, Roland Anderson i Sam Comer – Take a Letter, Darling
- Lionel Banks, Rudolph Sternad i Fay Babcock – Głosy miasta

#### Film barwny
- Richard Day, Joseph Wright i Thomas Little – My Gal Sal
- Jack Otterson, Alexander Golitzen, Russell A. Gausman i Ira S. Webb – Arabian Nights
- Ted Smith i Casey Roberts – Captains of the Clouds
- Vincent Korda i Julia Heron – Księga dżungli
- Hans Dreier, Roland Anderson i George Sawley – Zdradzieckie skały

### Najlepszy Dźwięk
- Warner Bros. Studio Sound Department, reżyser dźwięku: Nathan Levinson – Yankee Doodle Dandy
- Universal Studio Sound Department, reżyser dźwięku: Bernard B. Brown – Arabian Nights
- Walt Disney Studio Sound Department, reżyser dźwięku: Sam Slyfield – Bambi
- Republic Studio Sound Department, reżyser dźwięku: Daniel Bloomberg – Latające tygrysy
- Sound Service, Inc., reżyser dźwięku: Jack Whitney – Friendly Enemies
- RCA Sound, reżyser dźwięku: James Fields – Gorączka Złota
- Metro-Goldwyn-Mayer Studio Sound Department, reżyser dźwięku: Douglas Shearer – Pani Miniver
- RKO Radio Studio Sound Department, reżyser dźwięku: Steve Dunn – Once upon a Honeymoon
- Samuel Goldwyn Studio Sound Department, reżyser dźwięku: Thomas T. Moulton – Duma Jankesów
- Paramount Studio Sound Department, reżyser dźwięku: Loren Ryder – Droga do Maroka
- 20th Century-Fox Studio Sound Department, reżyser dźwięku: E.H. Hansen – This above All
- Columbia Studio Sound Department, reżyser dźwięku: John Livadary – Moja najmilsza

### Najlepsza Piosenka
- „White Christmas” – Gospoda świąteczna – muzyka i słowa: Irving Berlin
- „Always in My Heart” – Zawsze w mym sercu – muzyka: Ernesto Lecuona, słowa: Kim Gannon
- „Dearly Beloved” – Moja najmilsza – muzyka: Jerome Kern, słowa: Johnny Mercer
- „How About You?” – Laski na Broadwayu – muzyka: Burton Lane, słowa: Ralph Freed
- „It Seems I Heard That Song Before” – Youth on Parade – muzyka: Jule Styne, słowa: Sammy Cahn
- „I’ve Got a Gal in Kalamazoo” – Orchestra Wives – muzyka: Harry Warren, słowa: Mack Gordon
- „Love Is a Song” – Bambi – muzyka: Frank Churchill, słowa: Larry Morey
- „Pennies for Peppino” – Flying with Music – muzyka: Edward Ward, słowa: Chet Forrest i Bob Wright
- „Pig Foot Pete” – Czyste szaleństwo – muzyka: Gene de Paul, słowa: Don Raye[1]
- „There’s a Breeze on Lake Louise” – The Mayor of 44th Street – muzyka: Harry Revel, słowa: Mort Greene

### Najlepsza Muzyka

#### Dramat
- Max Steiner – Trzy kamelie
- Frank Skinner – Arabian Nights
- Frank Churchill i Edward Plumb – Bambi
- Alfred Newman – Czarny łabędź
- Dimitri Tiomkin – The Corsican Brothers
- Victor Young – Latające tygrysy
- Max Terr – Gorączka Złota
- Roy Webb – Ożeniłem się z czarownicą
- Roy Webb – Joan of Paris
- Miklós Rózsa – Księga dżungli
- Edward Kay – Klondike Fury
- Leigh Harline – Duma Jankesów
- Herbert Stothart – Zagubione dni
- Richard Hageman – Kasyno w Szanghaju
- Victor Young – Silver Queen
- Victor Young – Take a Letter, Darling
- Frederick Hollander i Morris Stoloff – Głosy miasta
- Werner Heymann – Być albo nie być

#### Musical
- Ray Heindorf i Heinz Roemheld – Yankee Doodle Dandy
- Edward Ward – Flying with Music
- Roger Edens i Georgie Stoll – Dla mnie i mojej dziewczyny
- Robert Emmett Dolan – Gospoda świąteczna
- Hans Salter i Charles Previn – Wieczna Ewa
- Walter Scharf – Johnny Doughboy
- Alfred Newman – My Gal Sal
- Leigh Harline – Moja najmilsza

### Najlepszy Montaż
- Daniel Mandell – Duma Jankesów
- Harold F. Kress – Pani Miniver
- Otto Meyer – Głosy miasta
- Walter Thompson – This above All
- George Amy – Yankee Doodle Dandy

### Najlepsze Efekty Specjalne
- wizualne: Gordon Jennings, Farciot Edouart i William L. Pereira, dźwiękowe Louis Mesenkop – Zdradzieckie skały
- wizualne: Fred Sersen, dźwiękowe Roger Heman i George Leverett – Czarny łabędź
- wizualne: Byron Haskin, dźwiękowe Nathan Levinson – Desperate Journey
- wizualne: Howard Lydecker, dźwiękowe Daniel J. Bloomberg – Latające tygrysy
- wizualne: John Fulton, dźwiękowe Bernard B. Brown – Invisible Agent
- wizualne: Lawrence Butler, dźwiękowe William H. Wilmarth – Księga dżungli
- wizualne: A. Arnold Gillespie i Warren Newcombe, dźwiękowe Douglas Shearer – Pani Miniver
- wizualne: Vernon L. Walker, dźwiękowe James G. Stewart – The Navy Comes Through
- wizualne: Ronald Neame, dźwiękowe C. C. Stevens – Jeden z naszych samolotów zaginął
- wizualne: Jack Cosgrove i Ray Binger, dźwiękowe Thomas T. Moulton – Duma Jankesów

### Najlepszy Krótkometrażowy Film Animowany
- Walt Disney – Der Fuehrer’s Face (z serii o Kaczorze Donaldzie)
- 20th Century Fox – All Out for „V” (z serii Terrytoons)
- Metro-Goldwyn-Mayer – Blitz Wolf
- Walter Lantz – Juke Box Jamboree (z serii Swing Symphony)
- Leon Schlesinger – Pigs in a Polka (z serii Zwariowane melodie)
- George Pal – Tulips Shall Grow (z serii Puppetoons)

### Najlepszy Krótkometrażowy Film na Jednej Rolce
- Paramount Pictures – Speaking of Animals and Their Families
- 20th Century Fox – Desert Wonderland
- Pete Smith – Marines in the Making
- Warner Bros. – The United States Marine Band

### Najlepszy Krótkometrażowy Film na Dwóch Rolkach
- Warner Bros. – Beyond the Line of Duty
- Metro-Goldwyn-Mayer – Don’t Talk
- RKO Radio – Private Smith of the U.S.A.

### Najlepszy Film Dokumentalny
Podczas tej gali było 4 zwycięzców:
- United States Navy – The Battle of „Midway[2]
- Australian News & Information Bureau – Kokoda Front Line![3]
- Artkino – Moscow Strikes Back[4]
- United States Army Special Services – Prelude to War[5]
- The March of Time – Africa, Prelude to Victory
- United States Army Signal Corps – Combat Report
- Frederic Ullman Jr. – Conquer by the Clock
- Walt Disney – The Grain That Built a Hemisphere
- Departament Rolnictwa USA – Henry Browne, Farmer
- National Film Board of Canada – High over the Borders
- The Netherlands Information Bureau – High Stakes in the East
- National Film Board of Canada – Inside Fighting China
- United States Office of War Information – It’s Everybody’s War
- Ministerstwo Informacji Wielkiej Brytanii – Listen to Britain
- Belgian Ministry of Information – Little Belgium
- Victor Stoloff i Edgar Loew – Little Isles of Freedom
- Biuro Informacji Wojennej – Mr. Blabbermouth!
- Biuro Informacji Wojennej – Mr. Gardenia Jones
- Walt Disney – The New Spirit
- William H. Pine – The Price of Victory
- United States Merchant Marine – A Ship Is Born
- Ministerstwo Informacji Wielkiej Brytanii – Twenty-One Miles
- William C. Thomas – We Refuse to Die
- Concanen Films – White Eagle
- United States Army Air Forces – Winning Your Wings

### Oscary honorowe i specjalne
- Metro-Goldwyn-Mayer – za serię filmów Andy Hardy
- Charles Boyer – za utworzenie French Research Foundation
- Noël Coward – za film Nasz okręt

### Nagroda im. Irvinga G. Thalberga
- Sidney Franklin

### Nagrody Naukowe i Techniczne

#### Klasa II
- Carroll Clark, F. Thomas Thompson i RKO Radio Studio Art and Miniature Departments – za projekt i konstrukcję maszyny imitującej horyzont i ruch chmur
- Daniel B. Clark i 20th Century Fox – za rozwój systemu kalibracji obiektywu i zastosowanie systemu do kontroli ekspozycji

#### Klasa III
- Robert Henderson i Paramount Studio Engineering and Transparency Departments – za projekt i konstrukcję regulowanych mostów światła i ramek obrazu w fotografii
- Daniel J. Bloomberg i Republic Studio Sound Department – za stworzenie i zastosowanie w produkcji urządzenia do znakowania negatywów